# Ryszard Wieczorek (generał)
Ryszard Wieczorek (ur. 2 stycznia 1930 w Kielcach, zm. 23 kwietnia 2022 w Warszawie) - generał brygady Wojska Polskiego.

## Życiorys
Syn Antoniego i Walerii z Osińskich. Podczas okupacji skończył 1 klasę gimnazjum na tajnych kompletach, 1945-1946 uczył się w kieleckim Gimnazjum im. J. Śniadeckiego, a w latach 1946-1949 w gimnazjum i liceum im. J. Lompywe Wrocławiu, gdzie 1949-1952 studiował na Politechnice Wrocławskiej i został inżynierem elektrykiem. 18 X 1952 powołany do służby w WP w stopniu podporucznika w korpusie oficerów wojsk technicznych. W 1953 skończył kurs inżynieryjno-radiolokacyjny w Wojskowej Akademii Technicznej w Warszawie i przeszedł do służby w Departamencie Uzbrojenia MON. Wieloletni szef Wydziału prac naukowo-badawczych w Departamencie Uzbrojenia MON. W 1965 skończył z wyróżnieniem kurs magisterski w WAT uzyskując tytuł magistra inżyniera elektroniki. 1969-1974 szef Oddziału Produkcji Sprzętu Radiolokacyjnego w Szefostwie Uzbrojenia i Techniki MON w stopniu pułkownika, 1973-1974 oddelegowany do służby dyplomatycznej w Polskiej Misji Wojskowej w Międzynarodowej Komisji Kontroli i Nadzoru w Wietnamie. Po powrocie do kraju był głównym specjalistą w Szefostwie Zamówień i Dostaw Techniki Wojskowej Głównego Inspektoratu Techniki WP. W latach 1978-1982 zastępca szefa, a od 1982 szef Zamówień i Dostaw Techniki Wojskowej - zastępca Głównego Inspektora Techniki Wojskowej WP (do 1992). W 1984 skończył podyplomowe studium organizacji i kierowania w Akademii Sztabu Generalnego WP w Warszawie. Jesienią 1986 Rada Państwa PRL awansowała  go do stopnia generała brygady. Akt nominacyjny wręczył przewodniczący Rady Państwa, Zwierzchnik Sił Zbrojnych PRL gen. armii Wojciech Jaruzelski. 25 II 1993 pożegnany przez ministra obrony narodowej Janusza Onyszkiewicza, potem przeniesiony w stan spoczynku. Członek wielu rad naukowych, instytutów i biur konstrukcyjnych.

## Awanse
- podporucznik - 1952
- porucznik - 1953
- kapitan - 1955
- major - 1960
- podpułkownik - 1965
- pułkownik - 1969
- generał brygady - 1986

## Życie prywatne
Mieszkał w Warszawie. Był żonaty z Wiesławą. Małżeństwo miało dwie córki.

## Odznaczenia i nagrody
- Krzyż Komandorski Orderu Odrodzenia Polski (1991)
- Krzyż Oficerski Orderu Odrodzenia Polski (1981)
- Krzyż Kawalerski Orderu Odrodzenia Polski (1968)
- Złoty Krzyż Zasługi
- Złoty Medal „Siły Zbrojne w Służbie Ojczyzny”
- Srebrny Medal Siły Zbrojne w Służbie Ojczyzny
- Brązowy Medal Siły Zbrojne w Służbie Ojczyzny
- Złoty Medal „Za zasługi dla obronności kraju”
- Nagroda Państwowa I stopnia (za opracowanie nowoczesnego radaru, 1964)
- Medal „Za umacnianie braterstwa broni” (ZSRR, 1984)[3]